# Елизабет Гаскел
Елизабет Гаскел (29. септембар 1810 — 12. новембар  1865) била је енглески писац из Викторијанског доба, савременица сестара Бронте. Најпознатија је по биографији Живот Шарлоте Бронте из 1857. Њени романи садрже детаљан опис многих слојева друштва, укључујући најсиромашније, те су тако предмет интересовања не само љубитеља књижевности, већ и историчара.

## Биографија
Госпођа Гаскел је рођена у Лондону 29. септембра 1810. године као ћерка унитаријанског свештеника. Након мајчине ране смрти, одрасла је са тетком у Чеширу у породици која је исповедала стимулишућу и слободоумну религију у том добу. Изнедрена из такве средине, Елизабет је постала енергична и позитивна жена. Поседовала је способност запажања, што је примећено у њеним романима. Њена енергија је била запањујућа, а искуство које је стекла посматрајући сиромаштво и неправду, такође је нашло своје место у њеним романима.
Године 1832. се удала за Вилијама Гаскела, такође унитаријанског свештеника, и населили су се у Манчестеру. Госпођу Гаскел су њени савременици описвали као оштроумну, друштвену, самосвесну жену. Била је културно уздигнута и није припадала ниједној класи, али изнад свега је била пожртвована супруга и мајка. Са супругом Вилијамом је имала четири ћерке.
Све што је госпођа Гаскел објавила, одликује се, углавном, највишим професионалним стандардом, јер није крила да пише за новац, који је затим користила за потребе своје сопствене породице.
Елизабет је умрла 12. новембра 1865. године, оставивши недовршено своје најобимније дело Супруге и ћерке.

### Пријатељство и биографија Шарлот Бронте
Госпођа Гаскел је Шарлот Бронте упознала 1850. и одмах су се спријатељиле захваљујући заједничким симпатијама и поштовању. Након што је Шарлот умрла, госпођа Гаскел је написала Шарлотину биографију.
Шарлотин отац је замолио Госпођу Гаскел да напише ту биографију о недавно преминулој ћерки. У то време, она је већ почела да припрема своја сећања о пријатељици Шарлот. Живот Шарлоте Бронте издан 1857. године спада у биографске класике енглеске књижевности. 

## Дела
Први роман госпође Гаскел је роман Мери Бартон из 1848, објављен анонимно. Брз успех романа је добио чак и Дикенсове похвале. Он, исто као и роман Север и југ (1854—1855), одсликава живот супруге унитаријанског свештеника у Манчестеру, која живи међу сиромасима северне Енглеске која се убрзано индустријализовала. Књига је дирљива по тужној атмосфери и емотивна у описима екстремног сиромаштва коме је госпођа Гаскел сама била сведок. Верује се да је Елизабет ову књигу написала на предлог свог супруга Вилијама, који је био веома забринут за здравље своје супруге након изненадне смрти њиховог десетомесечног сина Виљема, те стога није изненађујуће да у Мери Бартон постоји велика лична туга.
Добротворни рад госпође Гаскел међу сиромашнима је у великој мери користио њеним романима. У романима постоји разумевање за класни презир и за потребу да се исправе неправде према радничкој класи.
Роман Рут из 1853, такође је настао са хуманитарном наменом, са мотивом који је био усмерен како би пробудио јавну свест о проблемима проституције. Тако скандалозна тема је плашљиво примљена, а госпођа Гаскел је постала предмет злостављања.
Романи:
- Мери Бартон (1848)
- Кранфорд (1851—1853)
- Рут (1853)
- Север и југ (1854—1855)
- Силвијини љубавници (1863)
- Рођак Филис (1864)
- Супруге и ћерке (1865) - недовршен

Збирке:
- Викендица на тресишту (1850)
- Прича старе медицинске сестре (1852)
- Лизи Ли (1855)
- Моја годпођа Лодлај (1859)
- Око софе (1859)
- Вештица Лоис (1861)
- Посао тамне ноћи (1863)

Приповетке:
- Божићне олује и сунчано време (1848)
- Племићева прича (1853)
- Пола живота пре (1855)
- Проклета трка (1855)
- Манчестерски брак (1858), поглавље „Куће за изнајмљивање“, коауторство са Чарлсом Дикенсом, Вилки Колинсом и Аном Проктер[1]
- Полубраћа (1859)
- Сива жена (1861)

Есеји и биографије:
- Живот Шарлоте Бронте (1857)